# Block 11

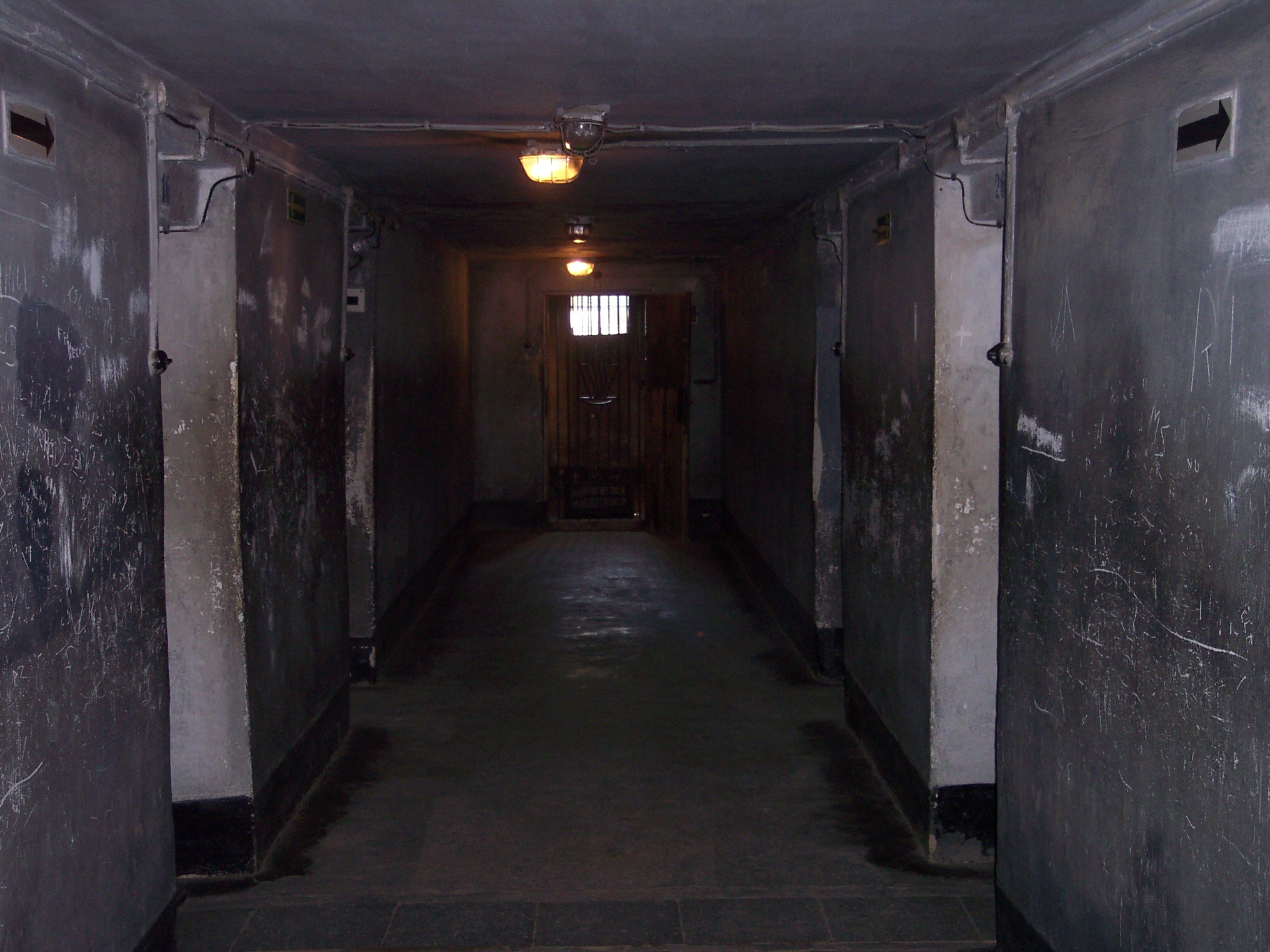
Korridor i block 11.

Block 11 var namnet på en byggnad i koncentrationslägret Auschwitz. Detta block låg i det så kallade stammlager och var endast avsett för att bestraffa fångar genom tortyr. Mellan det tionde och elfte blocket låg dödsväggen, där fångar radades upp för att avrättas genom arkebusering. Huset bestod av särskilda "tortyrrum", i vilka det genomfördes olika experiment på fångarna. Några kunde bland annat bli inlåsta i mörka kammare i flera dagar, och vissa straffades med att få stå i fyra ståceller. I dessa små rum var fångarna tvungna till att stå upp på grund av platsbrist, i flera dagar och utan föda. Det var också här de första försöken med att avliva människor med ämnet Zyklon B genomfördes.